# 失儿马黑麻
失儿马黑麻（?—?），东察合台汗国可汗马哈麻的儿子。1415年，马哈麻去世，儿子失儿马黑麻继位。被杜格拉特埃米尔忽歹达废黜，拥立沙迷查干的儿子纳黑失只罕嗣位。向明朝皇帝朱棣汇报，说马哈麻無子。